# Trichilia trifolia
Trichilia trifolia är en tvåhjärtbladig växtart. Trichilia trifolia ingår i släktet Trichilia och familjen Meliaceae.

## Underarter
Arten delas in i följande underarter:
- T. t. palmeri
- T. t. pteleifolia
- T. t. trifolia